# Erich Ludendorff
Erich Ludendorff (født 9. april 1865, død 20. december 1937) var en tysk officer, der udmærkede sig som general under første verdenskrig. Han var søn af den ikke-adelige godsejer Wilhelm Ludendorff, der nedstammede fra en handelsfamilie, der deltog som reserveofficer i felttogene i 1866 og 1870-71, på mødrene side af svensk afstamning.
I 1908 giftede han sig med Margarete Schmidt, som han senere skilte sig fra for i 1926 at gifte sig med Mathilde von Kremnitz.

## Tidlige år
Fra 1877 til 1882 var han kadet i Plön og ved kadetskolen Gross-Lichterfelde i Berlin, og fra 1882 til 1904 blev han uddannet som generalstabsofficer og optaget trods sin borgerlige baggrund. Han blev først officer i fodfolket og gjorde senere tjeneste ved marineinfanteriet. Han fortsatte stadig sit allerede som barn påbegyndte studium af historie, geografi og krigshistorie og indtrådte som elev i krigsakademiet. Hans præstationer her var så gode, at han som kaptajn (1895), ansattes ved den store generalstab, hvor han — med afbrydelse af et par års tjeneste som kompagnichef i Thorn og en kortere tid ude ved troppegeneralstabene — forblev til januar 1913. Han henledte i høj grad opmærksomheden på sig under tjenesten i generalstaben, samtidig med at han virkede som lærer i taktik ved krigsakademiet, og avancerede. I 1900 blev han major, i 1907 oberstløjtnant og i 1911 oberst, frem til den betroede post som chef for operationsafdelingen. I generalstaben var general von Schliefen i begyndelsen Ludendorffs overordnede. Ludendorff var i høj grad tilhænger af dennes tanker, og som chef for operationsafdelingen havde han rig lejlighed til at beskæftige sig med udkast til krigsplaner. Det var von Schliefens kongstanke, der senere blev til virkelighed, at Tyskland under en verdenskrig hurtigst muligt skulle søge at slå Frankrig ned for der efter at vende sig mod Rusland, at en kraftig offensiv skulle ske gennem Belgien mod den franske hærs venstre fløj, mens man holdt sig defensiv langs Vogeserne og til at begynde med også i Lorraine. Ludendorff sluttede sig til disse strategier, men han mente, at den tyske hær burde være stærkere, end den var. Han udarbejdede derfor i 1912 et forslag til en forøgelse af hæren med tre armekorps, men forslaget kom ikke frem i den tyske rigsdag. I 1913 blev Ludendorff regimentschef i Düsseldorf, og ved 1. verdenskrigs udbrud 1914 var han generalmajor og brigadekommandør i Strasbourg.

## Under første verdenskrig
Ludendorffs store tid var første verdenskrig. Han var udpeget til ved mobilisering at overtage posten som overkvartermester ved 2. armé (von Bülow). Da den skulle rykke frem over Liège, tog Ludendorff straks hertil for at kunne orientere den senere ankommende arméfører om forholdene. Han overværede overrumplingen af Liège, tog selv resolut befalingen over en brigade, hvis chef faldt, og nåede som eneste kolonne gennem fortlinien ind til byen, hvis citadel han besatte. For denne raske dåd fik han som en af de første ordenen Pour le Mérite.

### På østfronten
Ludendorff blev ikke længe ved 2. armé. Russernes fremtrængen i Østpreussen var sket hurtigere end ventet. I hovedkvarteret var man ikke tilfreds med den hidtidige ledelse og besluttede at give kommandoen over de tyske tropper til generaloberst von Hindenburg med Ludendorff som stabschef. Derved begyndte nu et samarbejde mellem disse to mænd, der varede fire år. Ludendorff var ikke alene stabschef med dertil knyttede pligter, idet Hindenburg gav ham en mere omfattende myndighed så Ludendorff kan bedømmes ud fra de synspunkter, der anlægges overfor hærførere.
Virksomheden i øst begyndte straks med store sejre over russerne ved Tannenberg i august 1914 og de mauriske søer i september 1914. Derefter fulgte felttoget i Polen, der fulgtes af russernes nederlag i vinterslaget i Masurien i februar—marts 1915. General Hindenburg fik der efter overbefalingen over hele den tyske front, senere over den samlede østfront ("Oberbefehlshaber Ost"). Hindenburg og Ludendorff, der var blevet forfremmet til generalløjtnant, forblev på østfronten til august 1916, og deres virksomhed resulterede i erobringen af Polen, Litauen, Kurland og en del af Estland, men det forventede afgørende nederlag for de russiske hære, nåede de ikke. Foruden de strategiske og taktiske tiltag, om hvilke der ikke altid havde været enighed mellem Oberbefehlshaber Ost og hovedkvarteret, udførte Ludendorff et meget stort arbejde med ordningen af forvaltningen af de besatte områder.

### På toppen med særstilling
På vestfronten havde det tyske angreb mod Verdun, der var sat ind i februar 1916, ikke givet noget resultat. Ententen begyndte offensiven ved Somme, russerne rykkede ligeledes frem, Rumænien erklærede krig i august 1916, og der var stærkt røre på de ikke-europæiske krigsskuepladser. Situationen var højst alvorlig. Kejseren ønskede forandring i hovedkvarter, og som naturligt var, tog man de mænd, til hvem alle havde tiltro: generalfeltmarskal Hindenburg blev chef for felthærens generalstab med den til "General der Infanterie" forfremmede Ludendorff som 1. general-kvartermester, en ny stilling, der skabtes for Ludendorff, der, som han selv sagde, "lod sig tilsikre fuldt medansvar for alle forefaldende beslutninger og foranstaltninger". Hindenburg og Ludendorff var altså nu i spidsen for centralmagternes samlede stridskræfter, og der var nok at gøre for øverste hærledelse.
I slutningen af 1916 var Rumænien knust, og Ludendorff tog nu fat på vestfronten. Han indså, at Ententen var overlegen med hensyn til både mennesker og materiel. Der måtte skabes ligevægt, og regeringen fik anmodning om at gennemføre det såkaldte Hindenburg-program, som gik ud på en kraftigere udnyttelse af alt menneskemateriale ikke alene til værnepligt men også til arbejde og hjælpetjeneste i hjemlandet, Udvidelse af fabrikationen af krigsmateriel og tiltag til at hæve moralen i befolkningen. Øverste hærledelse måtte selvfølgelig også beskæftige sig med de politiske spørgsmål, men greb for meget ind her, den holdt på gennemførelsen af den uindskrænkede ubådskrig, idet man stolede på dennes virkning og ikke frygtende USAs eventuelle indgriben.
Som helhed var året 1917 taktisk set heldigt for Centralmagterne trods alle vanskeligheder med ernæring, råstoffer og så videre. På vestfronten krydsede den frivillige tyske tilbagegang Ententens planer, dennes offensiver førte hverken på vest- eller østfronten eller i Makedonien til noget gennembrud, det ved hjælp af tyske divisioner iværksatte angreb ved Isonzo førte til italienernes tilbagetrækning til Piave, og hertil kom revolutionen i Rusland. USA indtrådte nok i modstandernes række men kunne foreløbig ikke yde stort på selve krigsskuepladsen. Indledningen af fredsforhandlingerne med Rusland og Rumænien tillod at drage tropper fra disse fronter til andre formål, og Ludendorff begyndte koncentrationen mod vest og alle forberedelserne til den sidste afgørende offensiv i 1918. Den blev begyndt den 21. marts og førtes fra fronten Arras—La Fère frem med retning mod Amiens. Hovedformålet var at skille den engelske hær fra den franske og derefter komme ud i bevægelseskrig. I de første dage gik offensiven meget heldigt, men fremgangen standsede snart. Tyskerne forsøgte at sætte liv igen i offensiven ved angreb ved Marne og i Champagne, men uden resultat, og Ententen gik nu over til angreb, der førte til Tyskernes tilbagetrækning og afslutningen af en våbenstilstand den 11. november 1918.

### Faldet
Ludendorff var nu ikke mere i øverste hærledelse. Man mente, at de ønsker om fred, som Centralmagternes politikere nærede, lettere kunne blive til noget, hvis han var fjernet. Fiaskoen ved offensiven sommeren 1918 knækkede ham. Den 29. september 1918 gjorde Ludendorff sig til talsmand for, at Tyskland straks skulle indlede forhandlinger om våbenstilstand. For at komme den amerikanske præsident Woodrow Wilsons fredsvilkår for Tyskland i forkøbet foranstaltede han også, at en ny regering skulle dannes efter parlamentariske grundprincipper. Kravet om våbenstilstandsforhandlinger blev fulgt af den nydannede regering under den liberale prins Max af Baden samtidig, som der i regeringskredsen indtrådte en voksende mistro mod Ludendorffs person, idet han den 25. oktober lige så bestemt forlangte, at forhandlingerne skulle afbrydes og et opråb om krig til det yderste udfærdiges. Regeringens svar var afvisende. Ludendorff søgte derfor og fik sin afsked den 26. oktober 1918.
Ludendorff havde vist, at han beherskede krigsføringen på alle områder, forstod at ændre taktikken efter de gjorte erfaringer og tilpasse det til det til rådighed stående materiel, og han var en udmærket organisator, men man bebrejdede ham, at han manglede den fornødne politiske indsigt, og at han ikke regnede nok med USA's betydning og derved til sidst kom til at undervurdere sine modstandere og satte for meget på spil.
Efter Tysklands kapitulation flygtede Ludendorff den 11. november 1918 til Sverige med falsk pas. Han boede i Hässleholm som gæst hos Ragnar Olson på Hässleholmsgården. Der nedskrev Ludendorff sine krigsminder. Forsvarsskriftet oversattes 1919 til svensk af Sven Hedin. Efter trusler om voldshandlinger fra venstreaktivisters side blev Ludendorff tvunget til at forlade landet. I forbindelse hermed skrev Hjalmar Branting et brev til aktivisterne, hvori partilederen opfordrede til besindelse. I februar 1919 vendte Ludendorff tilbage til Tyskland.

## Mellemkrigstiden
Ludendorff udgav efter krigen sine erindringer om den, og de blev oversat til flere sprog, blandt andre dansk.
Ludendorff var en af ophavsmændene til den såkaldte dolkestødslegende, der gik ud på, at de tyske stridskræfter var ubesejrede, og at det tyske nederlag beroede på upatriotiske og socialistiske kræfter på hjemmefronten, som ved forræderi stak en "dolk" i ryggen på arméen. Denne teori er dog omstridt, idet Tysklands offensive stridskræfter ved krigens slutning i 1918 var udtømte, og efter USAs indtræden i krigen 1917 var spørgsmålet om krigens afslutning alene om tidspunkt og betingelser; formodentlig ville Ludendorff ved sit standpunkt kun afvise et eget ansvar for udfaldet af fredsforhandlingerne. Ludendorff var vidende om, at Tyskland ikke længere havde mulighed for absolut at vinde krigen, men han mente, at Tyskland ved at holde længere ud havde kunnet forhandle sig til en bedre fred.
Ludendorff ønskede monarkiet genindført og var modstander af Weimarrepublikken. I 1920'erne gik Ludendorff ind i politik og kom i forbindelse med Det Nationalsocialistiske Tyske Arbejderparti (NSDAP), og sammen med lederen Adolf Hitler forsøgte han at gennemføre et statskup den 9. november 1923, ølkælderkup i München. Ludendorff selv endte med at underminere kuppet, i det Hitler midlertidigt forlod Bürgerbräukeller og dermed efterlod Ludendorff med kommandoen over de tilstedeværende nazister, og dermed ansvaret for de tre vigtige gidsler, statskommissær Gustav Ritter von Kahr, general Otto von Lossow, og oberst Hans von Seisser. Med Hitler distraheret, appellerede de tre gidsler til Ludendorff, og bad om lov til at forlade ølkælderen, under påskud af at de havde vigtige gøremål andetsteds. Ludendorff indvilligede til at gå med til dette, men forlangte til gengæld at de tre mænd sværgede ved deres ære som tyske officerer, at de ville overgive sig til nazisternes varetægt igen næste dag. Alle tre accepterede dette, men havde dog ingen intentioner om at holde deres ord; i stedet alarmerede de øjeblikkeligt de tyske myndigheder om, hvad nazisterne havde i gære, hvilket førte til optrævlingen af kuppet. I retsopgøret efter kuppet blev Ludendorff arresteret, men han blev frifundet ved en retssag og blev i valgt ind i den tyske rigsdag for Nationalsozialistische Freiheitspartei sammen med blandt andre Gregor Strasser og Ernst Röhm og blev leder for de tysk-folkelige i partiet.
År 1925 stillede han med Hitlers støtte op i præsidentvalget, men tabte stort (Ludendorff fik kun omkring 1,1 % af stemmerne). Visse historiske kilder antyder at Hitler selv var klar over Ludendorffs dårlige odds i valget, men overtalte ham til at stille op alligevel, i forhåbning om at valgnederlaget ville være ydmygende for ham.
Præsidentvalget endte dog også med at blive dramatisk på et personligt plan for Ludendorff af andre årsager. I det at ingen af de ledende kandidater i første runde af præsidentvalget havde opnået majoritet, var en anden runde nødvendig. I denne runde valgte den ledende kandidat fra første runde, Karl Jarres fra Deutsche Volkspartei, at trække sig til fordel for en generel centrum-højre koalition ledet af Hindenburg, som endte med at opnå en kneben valgsejr. Ludendorff følte sig så ydmyget af, hvad han anså som et alvorligt forræderi fra hans gamle ven, at han brød alle professionelle og personlige forbindelser til Hindenburg, og endda tilsvinede ham offentligt flere gange.
Da Hitler og nazipartiet gradvist kom til magten i de tidlige 1930'ere, var Ludendorff ikke længere sympatisk indstillet over for dem. Han betegnede Hitler som den største fare for Tyskland og advarede sin gamle chef rigspræsident Hindenburg mod at udnævne Hitler til rigskansler. Nazisterne selv tog imidlertid også selv stigende afstand til Ludendorff grundet hans egne excentriske konspirationsteorier.
Ludendorff nåede ikke selv at leve længe nok til erfare anden verdenskrig og senvirkningerne af Hitlers politik. Han døde af leverkræft d. 20. december 1937 på privatklinikken Josephinum i München. Han blev, stik imod sine egne sidste ønsker, givet en statsbegravelse af naziregimet, organiseret af og med deltagelse af Hitler.

## Forfatterskab
- Meine Kriegserinnerungen 1914—18; Berlin 1919,
- Urkunden der Obersten Heeresleitung; Berlin 1919,
- Kriegführung und Politik; Berlin 1922.